# Castillo de las Sitges
El castillo de las Sitges está documentado a partir del año 1116 (castrum de Ciges). Su historia es hasta cierto punto paralela a la del castillo de Florejacs pues también pasó sucesivamente del dominio de los Alemany de Cervelló, señores de Guimerá, a finales del siglo XIII, y fue a parar finalmente a los Rivera, a los que confiscó el dominio el rey Felipe V al final de la Guerra de Sucesión por haberse declarado partidarios de Carlos de Austria.

## Arquitectura
El castillo está constituido por una torre de planta cuadrangular rodeada por una muralla que cierra un recinto con la misma forma. La torre del homenaje es un elemento notable. Construida hacia el siglo XIII hace más de 20 metros de altura y aún conserva la apertura correspondiente en la antigua puerta de acceso, situada a unos 8 metros de altura.